# Haplosymploce walkeri
Haplosymploce walkeri är en kackerlacksart som beskrevs av Karlis Princis 1969. Haplosymploce walkeri ingår i släktet Haplosymploce och familjen småkackerlackor. Inga underarter finns listade i Catalogue of Life.